# Demi Moore
Demi Gene Guynes, professionellt känd som Demi Moore, född 11 november 1962 i Roswell i New Mexico, är en amerikansk skådespelare, fotomodell och filmproducent.

## Biografi

### Privatliv
Moore föddes i Roswell, New Mexico som dotter till tonårsmodern Virginia King. Modern gav henne namnet Demetria Guynes och uppgav att hennes make, Danny Guynes, var Moores far. Moore fick senare en bror, Morgan Guynes. Familjen flyttade runt innan de slog sig ner i Kalifornien. 
Uppväxten var tumultartad. Förutom över 30 flyttar, separerade King och Guynes och Moore fick kännedom om att hennes biologiska far var Charles Harmon. Dessutom försökte hennes mor begå självmord vid upprepade tillfällen och vid 15 års ålder blev Moore utsatt för våldtäkt. Vid 16 års ålder hoppade hon av high school och två år senare gifte hon sig med rockmusikern Freddy Moore, vars efternamn hon använder som sitt professionella namn. Paret var gifta 1980–1985. Vid den tiden hade Moore gått in i ett missbruk av både alkohol och kokain för vilket hon behandlades i mitten på 1980-talet.
Åren 1987–2000 var hon gift med skådespelaren Bruce Willis. Med honom har hon tre döttrar: Rumer (född 16 augusti 1988), Scout (född 20 juli 1991) och Tallulah (född 3 februari 1994).
År 2005 gifte hon sig med den 16 år yngre skådespelaren Ashton Kutcher och antog hans efternamn, men valde att behålla Moore inom sin professionella karriär. Paret väntade barn, men fick ett sent missfall. Därefter började Moore åter att missbruka alkohol och blev beroende av smärtstillande läkemedel. Makarna separerade i november 2011 och skilsmässan fullbordades i november 2013. Hon lades in på rehab 2012.

### Karriär
Moore inledde sin karriär som fotomodell. Hon filmdebuterade 1981 varefter hon medverkade hon i såpoperan General Hospital och fick därefter uppmärksamhet för sina roller i Vi skyller på Rio (1984) och St. Elmo's Fire (1985). Hon fick sitt stora genombrott när hon spelade Debbie i Edward Zwicks Härom natten (1986) som gjorde henne till Hollywood-stjärna.
År 1990 spelade hon Molly Jensen i Jerry Zuckers Ghost (1990) som gav henne en Golden Globe nominering. Under 1990-talet medverkade hon i flera succéfilmer som På heder och samvete (1992), Ett oanständigt förslag (1993), Skamgrepp (1994).[källa behövs]
År 1996 blev Demi Moore den högst betalade skådespelerskan i filmhistorien då hon fick 12,5 miljoner dollar för att spela Erin Grant i Striptease, där hon fick dansa topless. Hennes skådespelarkarriär fick en stor nedgång när filmen fick oerhört dåligt kritik, precis som hennes följande film G.I. Jane (1997). Efter privata motgångar tog hon en paus från att spela huvudroller i filmer, men medverkade i biroller i bland annat Charlies änglar – Utan hämningar (2003), Bobby (2006) och Mr. Brooks (2007).
Hon inledde ett samarbete tillsammans med Oriflame 2012 då hon blev sminkmärkets ansikte utåt. År 2019 gav hon ut boken Inside out.
Efter 45 år som skådespelare vann Moore sitt första pris när hon 2024 tilldelades en Golden Globe Award för bästa kvinnliga huvudroll – musikal eller komedi för rollen som Elisabeth Sparkle i skräckfilmen The Substance, regisserad av Coralie Fargeat.

## Filmografi
- 1982–1983 – General Hospital (TV-serie)
- 1984 – Vi skyller på Rio
- 1985 – St. Elmo's Fire
- 1986 – Egen lag
- 1986 – Härom natten
- 1986 – One Crazy Summer
- 1988 – Det sjunde tecknet
- 1989 – Änglar på rymmen
- 1989 – Par i brott
- 1990 – Ghost

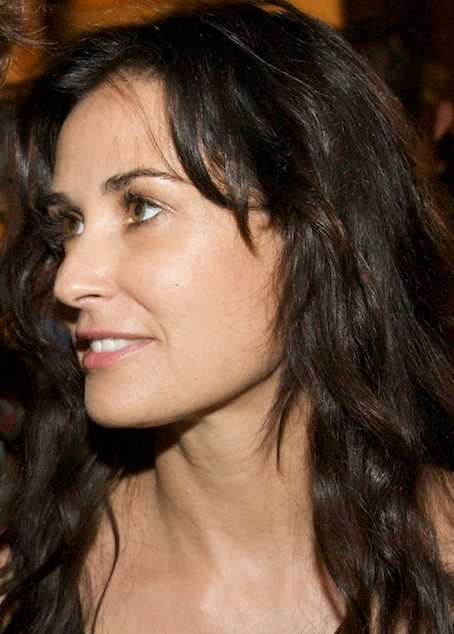
Demi Moore 2008.

- 1990 – Röster från andra sidan graven (TV-serie)
- 1991 – Slaktarens fru
- 1991 – Nothing But Trouble
- 1991 – Mördande vänskap
- 1992 – På heder och samvete
- 1993 – Ett oanständigt förslag
- 1994 – Skamgrepp
- 1995 – Passionens pris
- 1995 – Nu och för alltid (även produktion)
- 1996 – Den Edsvurna
- 1996 – Ringaren i Notre Dame (röst)
- 1996 – Striptease
- 1996 – Mitt liv, mitt val
- 1996 – Beavis and Butt-head Do America
- 1997 – Austin Powers: Hemlig internationell agent (endast produktion)
- 1997 – G.I. Jane (även produktion)
- 1997 – Harry bit för bit
- 1999 – Austin Powers: The Spy Who Shagged Me (endast produktion)
- 2002 – Austin Powers in Goldmember (endast produktion)
- 2003 – Will & Grace (TV-serie)
- 2003 – Charlies änglar - Utan hämningar
- 2006 – Half Light
- 2006 – Bobby
- 2007 – Flawless
- 2007 – Mr. Brooks
- 2009 – Happy Tears
- 2009 – Familjen Jones
- 2010 – Bunraku
- 2011 – Another Happy Day
- 2011 – Margin Call
- 2012 – LOL: Laughing Out Loud
- 2013 – Very Good Girls
- 2015 – Wild Oats
- 2015 – Forsaken
- 2017 – Blind
- 2017 – Rough Night
- 2018 – Love Sonia
- 2024 – The Substance